# 高田根麻呂
高田 根麻呂（たかた の ねまろ）は、飛鳥時代の豪族。姓は首。冠位は大山下。「更の名は八掬脛（やつかはぎ）」とある。

## 出自
「高田首氏」は『新撰姓氏録』では、「右京諸蕃」に分類され、「出自高麗国人多高子使主也」とあり、高句麗系の渡来氏族である。『日本書紀』巻第十六の武烈天皇3年（501年）に、
とあり、この高田丘を拠点としていたとされている。この墓は享保10年（1725年）の『大和志』によると、大和国葛下郡岡崎村とあり、現在の奈良県大和高田市岡崎だろうとされている。

## 記録
白雉4年（653年）、遣唐第2船の大使として、計120名を率いて、唐に派遣された。このときの位は大山下であった。
ところが、同年7月、
とあり、出航からひと月半で、船の衝突により遭難死した。この時、ただ5人だけが胸を一板にかけて、竹嶋へ流れ着いた、という。そこから更に竹で筏を組み、神嶋（しときしま、今の甑島列島の上甑島）へ辿りついた。この5人は6日6夜、何も食べなかったという。
遣唐使派遣初期の悲劇であった。この時、何らかの事情で南島路をとっていたことが分かる。